# فيربا كرمبولزي
فيربا كرمبولزي (الاسم العلمي: Verpa krombholzii) هي نوع من الفطريات تتبع جنس الفيربا من الفصيلة الغوشنية.